# Two Chefs Brewing
Two Chefs Brewing is een Nederlandse brouwerij van speciaalbier. Het bedrijf is opgericht en gevestigd in Amsterdam.

## Geschiedenis

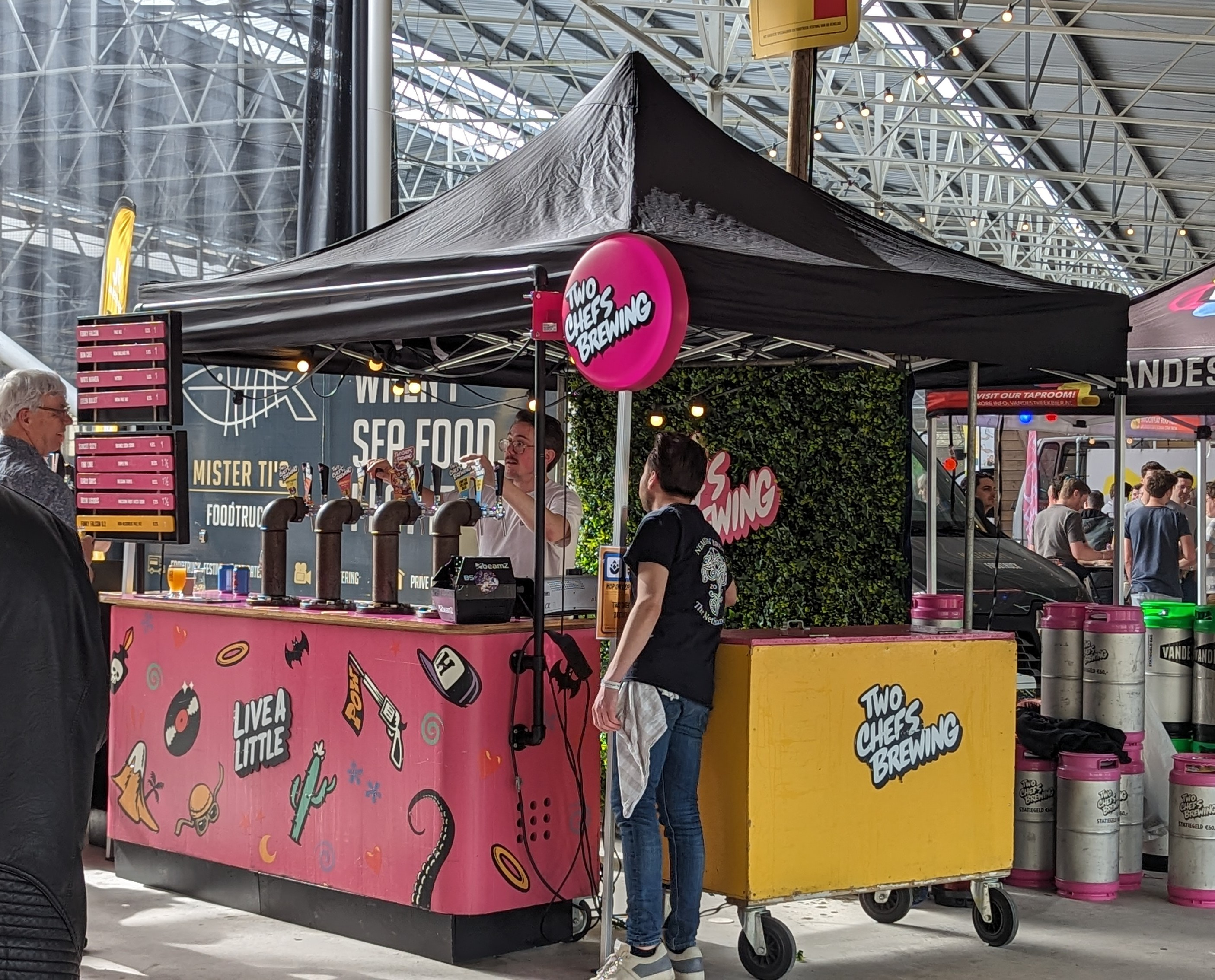
Een stand van Two Chefs Brewing bij het Hop On Hoff Festival in 2024

In juli 2012 begonnen Sanne Slijper en Martijn Disseldorp, destijds werkzaam als koks in loondienst, met het brouwen van bier. In 2013 besloten zij hun dienstverband op te zeggen en een professioneel biermerk te maken. Op 16 januari 2013 werd hun onderneming officieel ingeschreven bij de Kamer van Koophandel.
In de aanvangsfase maakte de brouwerij gebruik van de brouwfaciliteiten van de Sallandse Landbier Brouwerij. In november 2014 verhuisde Two Chefs Brewing naar een pakhuis in Amsterdam-Noord.
In maart 2016 initieerde de brouwerij een crowdfundingcampagne die 300.000 euro opleverde. Deze beslissing werd genomen vanwege de terughoudendheid van traditionele leningverstrekkers. Met deze financiële middelen werd een nieuwe loods in het westelijk havengebied van Amsterdam betrokken.
In 2017 werd een eigen brouwerij geopend, met een introductie van een nieuwe branding en huisstijl. De webshop werd in december 2018 gelanceerd. Tijdens het jaar 2019 werd de volledige productie van alle bieren in eigen huis gerealiseerd.
In oktober 2021 ging het bedrijf een samenwerking aan met de Vengaboys, hiervoor werd een Strawberry Milkshake IPA gebrouwen. De opbrengst van het project werd aangewend ter ondersteuning van gendervrijheid.
In 2023 kwam er een tweede crowdfundingcampagne, waar 1 miljoen euro mee werd opgehaald. De financiering werd gebruikt voor een nieuwe vergistings- en lagertank. Het bedrijf kondigde aan de Duitse markt te willen betreden en binnen Nederland werden de verkoopactiviteiten geïntensiveerd.

## Horecaonderneming
Het jaar 2020 markeerde de opening van Two Chefs Foodbar, een eetcafé en bar in Amsterdam-West. In 2021 werd er een tweede vestiging geopend tegenover het Olympisch Stadion, deze werd echter in april 2023 failliet verklaard. Het faillissement was te wijten aan een combinatie van factoren, waaronder gedwongen sluitingen tijdens de coronapandemie, gestegen kosten voor energie en personeel, en schulden die tijdens de coronaperiode zijn opgebouwd. Het bedrijf koos ervoor om het via crowdfunding opgehaalde geld niet te gebruiken om het restaurant te redden.

## Bieren

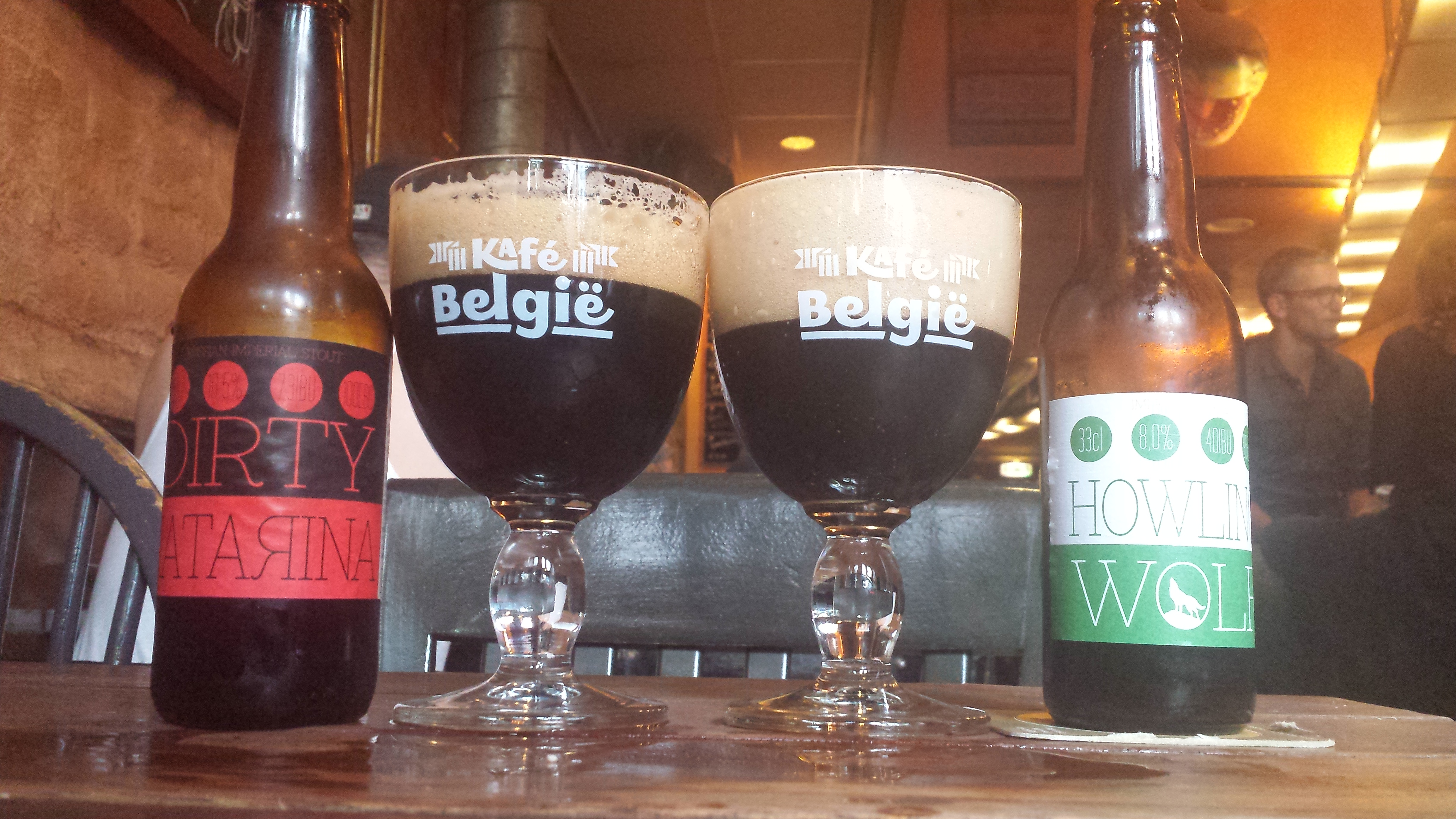
Twee bieren van Two Chefs Brewing met oude vormgeving.

- Green Bullet, IPA
- Howling Wolf, imperial porter
- Funky Falcon, pale ale
- White Mamba, witbier
- Bon Chef, NEIPA
- Dragons Kiss, Session IPA